# Catolicato de Altamar
O Catolicato de Altamar (armênio: Աղթամարի կաթողիկոսութիւն, Ałt'amari kat'ołikosut'iun) foi uma Sé independente da Igreja Apostólica Armênia que existiu por quase oito séculos, de 1113 a 1895 e foi baseado na Catedral da Vera Cruz na Ilha de Altamar (turco: Akdamar) perto de Vã, na atual Turquia.

## História

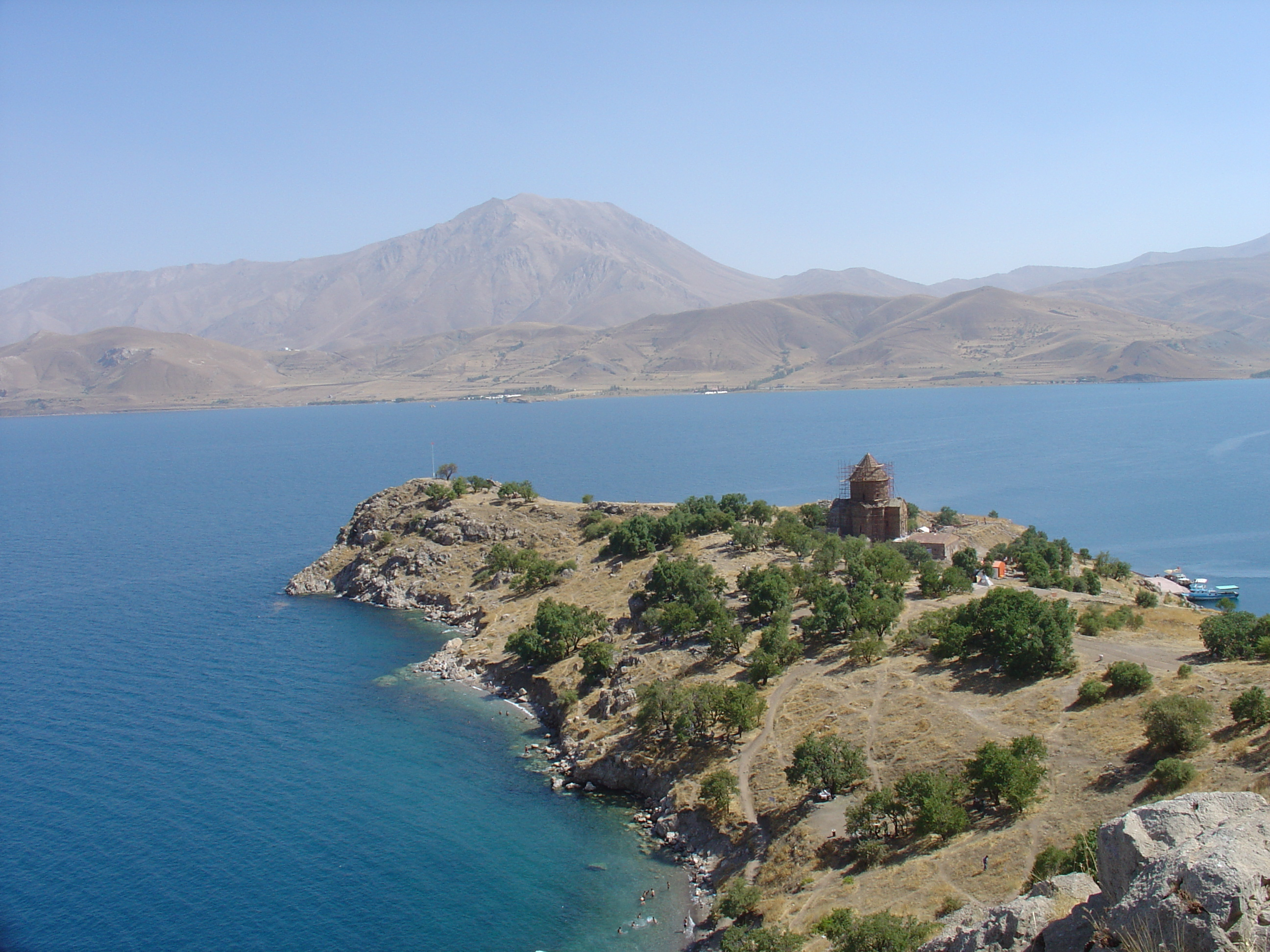
Ilha de Altamar

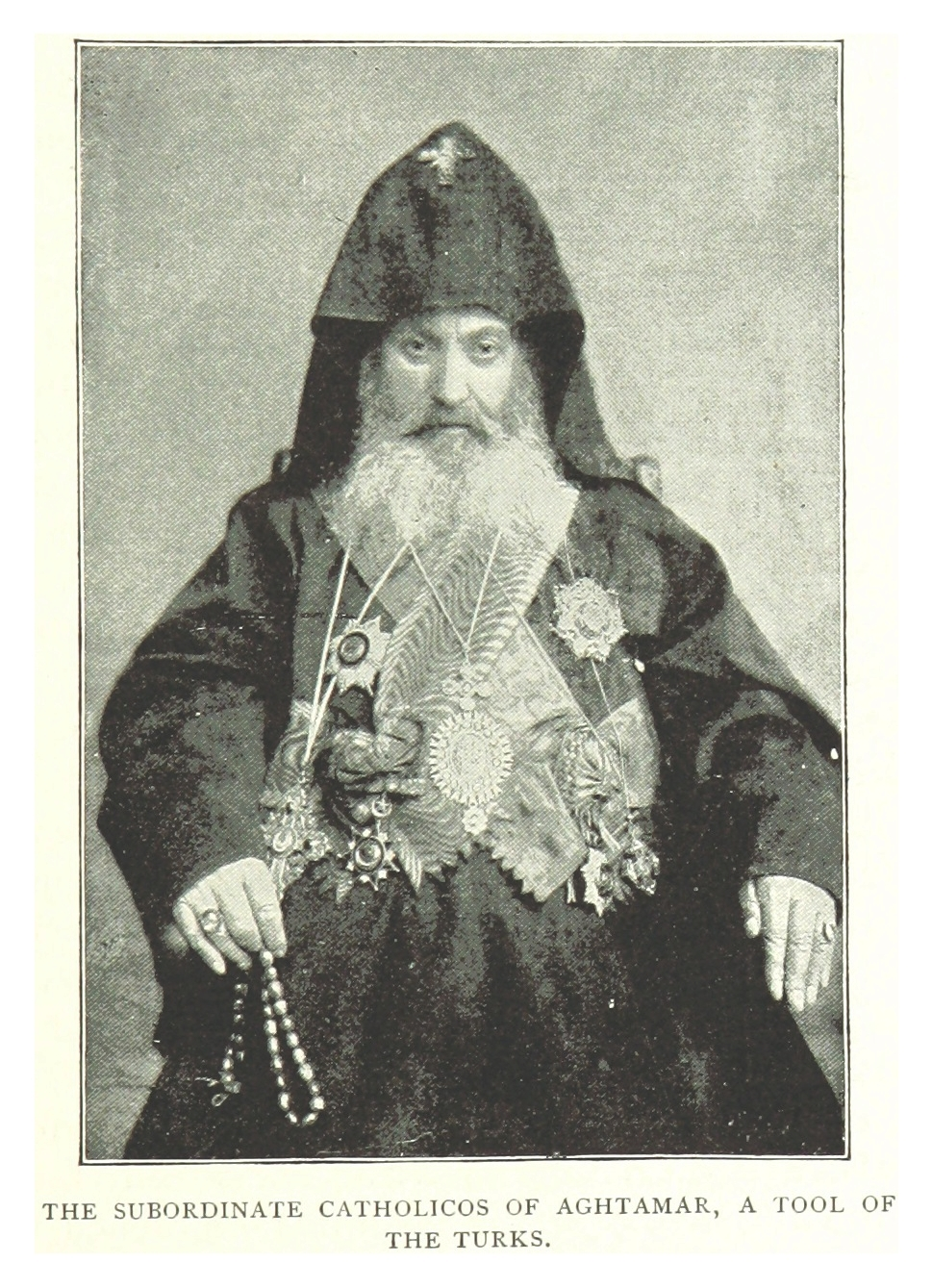
Cachatur III Shiroian, último Católico de Altamar

Altamar já havia sido de 927 a 947 a Sé dos Católicos de Todos os Armênios. O Catolicato foi estabelecido em 1113 pelo Arcebispo de Altamar, Davi, que era parente dos Arzerúnios, a dinastia governante do independente Reino Armênio de Vaspuracânia. Davi usou como justificativa para a divisão a pouca idade do recém nomeado Católico de Todos os Armênios Gregório III Palavuni, então baseado na Cilícia. Arcebispos relacionados com a família Arzerúnio sucederam-se como Católicos de Altamar até 1272, quando a família Sefediniã assumiu até o século XVI. A partir de 1441, com a resolução do conflito entre os dois Católicos, o Catolicato de Altamar ficou sob jurisdição da Santa Sé de Echemiazim. No final do século XIX, estavam sob a jurisdição do Catolicato de Altamar as margens sul do Lago de Vã: Xataque, Quizã, etc. O Catolicato foi amplamente desacreditado e dissolvido em 1895, em meio aos massacres hamidianos devido a disputas com Echemiazin e corrupção. As duas dioceses que formavam o Catolicato foram colocadas sob à jurisdição do Patriarcado Armênio de Constantinopla. O Catolicato permaneceu vago até o genocídio armênio em 1915, quando os monges de Altamar foram massacrados, a Catedral saqueada e os edifícios monásticos destruídos, e foi formalmente abolido pelo Governo turco em 1916.

## Jurisdição
Em 1910, o Catolicato de Altamar contava com duas dioceses com 95.000 fieis: a diocese de Altamar com 203 templos e 70.000 fiéis e a diocese de Chisan com 69 templos e 25.000 fiéis.